# 唐太宗李卫公问对
《唐太宗李卫公问对》是一部记录唐朝名将李靖的军事思想的兵书。

## 题解
《唐太宗李卫公问对》又称《李卫公问对》，简称《唐李问对》。旧题李靖所撰。由于新旧唐书都没有此书的记载，所以许多人怀疑此书是伪作。北宋陈师道等认为是宋人阮逸伪托，元朝马端临则认为是宋神宗熙宁年间王震等人所校正。现在一般认为此书是熟悉唐太宗、李靖的思想的人根据他们的言论所编写的，係唐太宗李世民與衛國公李靖多次談兵的言論輯錄，涉及的內容較為廣泛，包括軍制、陣法、訓練、邊防諸問題，但主要討論作戰指揮。

## 內容簡析
該書體裁是傳統的問答式，全書共有98次問答。這種體裁結構雖鬆散，但論及之處頗為廣泛，並常旁徵博引，對前人軍事思想大膽地評說揚棄。雖是問對，卻是有問無對，蓋唐太宗本是一位嫻於騎射、富有疆場戰鬥經驗的馬上君主，而李靖又是滿腹韜略的軍事家，他們之間的問對，往往能相互引發，啟迪軍事思維。譬如李靖對用兵「奇正」的獨到見解，則是與唐太宗思維碰撞之中產生的。
可見，問對論兵模式本身具有優點，同時也是古代文人對戎事筆錄的一個傳統。

## 內容特點
該書的另一特點，是詳舉戰例研究戰爭的方法，將抽象的軍事理論具體化，如該書引用西晉馬隆討伐涼州樹機能使用八陣圖、偏箱車的戰例，得出「正兵古人所重」的結論；或先舉理論，再依戰例闡明，如李靖對分合作戰原則的闡述。該書開史論結合研究軍事之先河，影響後世兵書一般都以詳舉戰例為特點。
該書十分重視部隊的軍事教育與管理。強調將帥要深曉兵法，「教得其道，則士為樂用；教不得法，雖朝督暮責，無益於事矣。」提出訓練要由少及多、由簡單到複雜，循序漸進，還要根據部隊的不同特點，區別對待。

## 评价
该书继承并发展了春秋战国以来的军事思想，并提出了一些新的军事理论，备受历代的重视，北宋神宗元丰年间被收入到《武经七书》中，作为武学科举的必读教材。南宋戴少望《将鉴论断》称其：“兴废得失，事宜情实，兵家术法，灿然毕举，皆可垂范将来。”
该书另一重要贡献在于：对《孙子兵法》战略战术思想的进一步发挥和阐述，例如奇正、攻守、虚实、主客，著重探討了爭取作戰主動權的問題。並對陣法布列、古代軍制、兵學源流等一系列問題也進行了探討。

## 版本
- 《续古逸丛书》影宋《武经七书》本
- 1935年中华学艺社影宋刻《武经七书》丛本
- 丁氏八千卷楼藏刘寅《武经七书直解》影印本

## 体例
全书分上、中、下三卷，共98个问答。
1. 上卷——主要论述奇正关系
2. 中卷——主要论述各种阵式的演练和实战
3. 下卷——主要论述指挥作战的原则

## 参看
- 唐太宗
- 李靖